# Onthophagus chevrolati
Onthophagus chevrolati là một loài bọ cánh cứng trong họ Bọ hung (Scarabaeidae).